# Vesela Boncheva
Pour les articles homonymes, voir Boncheva.
Vesela Boncheva est une joueuse bulgare de volley-ball née le 31 janvier 1990 à Sofia. Elle mesure 1,87 m et joue au poste de passeuse.

## Clubs
| Club                  | De        | À         |
| --------------------- | --------- | --------- |
| Levski Siconco        | 2003-2004 | 2008-2009 |
| AZS Białystok         | 2009-2010 | 2009-2010 |
| VK Bakı               | 2010-2011 | 2010-2011 |
| Levski Siconco        | 2011-2012 | 2011-2012 |
| Laon Volley-Ball      | 2012-2013 | 2012-2013 |
| OPE Rethymno          | 2013-2014 | 2013-2014 |
| VK Maritsa Plovdiv    | 2014-2015 | 2014-2015 |
| KS Developres Rzeszów | 2015-2016 | 2015-2016 |
| Salihli Belediyespor  | août 2016 | déc 2016  |
| AEL Limassol          | jan 2017  | mars 2017 |
| Club Voleibol Logroño | mars 2017 | mai 2017  |
| Apollon Limassol      | 2017-2018 | …         |

## Palmarès
- Championnat de Bulgarie
  - Vainqueur : 2009, 2015.
- Coupe de Bulgarie
  - Vainqueur : 2006, 2009, 2015.
  - Finaliste : 2008.
- Championnat d'Espagne
  - Vainqueur : 2017.